# Gulstrupig hängpapegoja
Gulstrupig hängpapegoja (Loriculus pusillus) är en fågel i familjen östpapegojor inom ordningen papegojfåglar.

## Utseende och läte
Gulstrupig hängpapegoja är en mycket liten papegojfågel med kort stjärt. Fjäderdräkten är övervägande gräsgrön, med lysande rött på övergumpen, ljusa ögon och en liten orange näbb. Den kan även ha en ljusorange fläck på bröstet, men det är inte alltid att den syns. Inga liknande arter finns i dess utbredningsområde. Lätet är ett ljust "tsee!" som ofta avges i flykten. 

## Utbredning och systematik
Fågeln förekommer på öarna Java och Bali i Indonesien. Den behandlas som monotypisk, det vill säga att den inte delas in i några underarter.

## Levnadssätt
Gulstrupig hängpapegoja bebor skogsområden i lågland och förberg. På grund av färgen och dess storlek kan den vara förvånansvärt svår att upptäcka. Olikt större papegojor ses den inte lika ofta i stora flockar utan rör sig runt enstaka eller i par. Den besöker ofta stånd med blommor.

## Status
Gulstrupig hängpapegoja hotas av den växande illegala burfågelsindustrin, så pass att IUCN kategoriserar arten som nära hotad.